# Mark Hofmann
Mark William Hofmann (Salt Lake City, 7 de dezembro de 1954) é um falsário, estelionatário e assassino estadunidense, considerado por muitos um gênio da falsificação, havendo forjado sobretudo documentos da Igreja de Jesus Cristo dos Santos dos Últimos Dias, ao qual devotava, apesar de afiliado, um desejo de contradizer suas bases históricas e, por conseguinte, da própria fé de seus seguidores ao desacreditar com falsos documentos seus relatos históricos.
Hofmann é considerado por expertos forenses como o "melhor falsificador já preso", havendo se especializado em autógrafo e moedas mórmons, como em outros documentos da série Americana; com seu trabalho de forjar peças antigas, raras e/ou inéditas enganou especialistas do seu país, incluindo os do FBI, da Biblioteca do Congresso, da American Antiquarian Society além da já citada Igreja Mórmon que teria adquirido a controversa Carta da Salamandra por ele forjada e que abalaria as bases da revelação que marcou a fundação da entidade.
Agindo com sucesso e impunidade até os trinta anos de idade, ao ver-se na iminência de ser descoberto ele preparou três bombas que vieram a detonar: duas delas com vítimas fatais e a terceira ferindo-o numa explosão acidental, e que ao final levou à sua prisão, confissão e posterior condenação pelos atentados.

## Vida privada
Filho do meio do casal William e Lucille Hofmann, único homem de duas irmãs, cresceu na cidade natal e em Buena Park, na Califórnia, foi escoteiro, atuou numa missão mórmon na Inglaterra e chegou a estudar na Universidade Estadual de Utah.
Em 1979 casou-se com Doralle Olds, com quem teve quatro filhos (o mais novo nascido quando já estava preso).

## Falsificações inexistentes e bombas
No dia 15 de outubro de 1985 duas bombas explodiram em Salt Lake City, uma delas vitimando fatalmente Steven F. Christensen e a outra a Kathleen Webb Sheets, dando início a uma investigação que acabou por levar, no dia seguinte, Hofmann a acidentalmente detonar uma terceira bomba na qual ele próprio ficou gravemente ferido.
Hofmann havia tomado um empréstimo envolvendo as principais autoridades dos Mórmons, cujo pagamento estava atrasado; ele então oferecera para a venda uma "Coleção McLellin", contendo documentos que supostamente afetariam as bases da fé daquela igreja; Christensen, então com trinta e um anos de idade, atuara como intermediário das negociações: apaixonado por história, ele entretanto queria que os papéis - na verdade inexistentes - fossem antes analisados por especialistas. Naquele ano Hofmann já havia vendido vários documentos inexistentes e estava sendo pressionado por seus credores.
Christensen, por seu lado, acabara de deixar uma empresa à beira da falência, e fora ele quem adquirira e doara à Igreja dos Santos dos Últimos Dias a "Carta da Salamandra", um dos muitos documentos "descobertos" por Hofmann. Ao intermediar a negociação de Hofmann ele mantivera consigo uma peça da coleção prometida e que ele pretendia vender em separado: isto fez com que este começasse a montar as duas bombas.
Assim, às 6h30 do dia 15, data limite dada por Christensen para concluir o negócio da "Coleção McLellin", Hofmann deixou o primeiro artefato armado dentro de uma caixa de papelão na casa de Gary Sheets, que presidira a CFS Financial Corporation, empresa de Christensen; embora havendo vitimado a esposa dele, com isso Hofmann conseguira despistar inicialmente as investigações para os problemas com a falência da empresa.
A seguir ele deixou uma embalagem similar no escritório de Christensen, desta feita contendo um artefato ainda mais letal contendo pregos. Assim, ele esperava também adiar a conclusão do negócio, mas a Igreja rapidamente substituiu o intermediário morto e agendou a conclusão do negócio para o dia seguinte; incapaz de concluir a negociação, Hofmann então adquiriu num raio de noventa milhas, e com uso de vários pseudônimos, as peças para armar uma terceira bomba, que seria detonada por movimento, cuja detonação - assim ele acreditava - faria a Igreja adiar o fechamento do negócio mas, ao perseguir a sua vítima, ele largou o pacote de forma que este veio a detonar.

## Investigação e processo
Durante a investigação foi revelado o esquema de fraudes e falsificações, e identificada a sofisticada técnica de Hofmann para forjar a tinta usada para a escrita dos autógrafos falsos; sua confissão sobre isso figura numa transcrição de cerca de quatrocentas páginas. Acusado da prática de trinta crimes, incluindo os homicídios, Hofmann negociou suas confissões resultando num acordo com a promotoria no qual ele veio a ser condenado em 1987 a penas cumulativas de cinco anos a prisão perpétua a serem cumpridas na Penitenciária Estadual de Utah, com direito a condicional e dada sua condição de réu primário. Apesar de revelar tudo sobre as fraudes, ele se recusou a detalhar os homicídios.
Já em janeiro de 1988 ele teve uma audiência junto ao Conselho de Perdão, estes deliberaram que ele não fazia jus a que fosse definida uma data para sua liberdade condicional; logo depois foram encontradas em sua cela cartas codificadas contendo ameaças aos membros do Conselho e investigação junto a outros detentos revelou que mesmo antes da audiência Hofmann lhes confiara as mesmas ameaças.
Em agosto de 1988 ele tentou o suicídio com a ingestão de remédios obtidos junto a outros presidiários; em agosto de 1990 uma nova tentativa em tirar a própria vida também fracassou.